# Athie (Yonne)
Athie ist eine französische Gemeinde mit 134 Einwohnern (Stand: 1. Januar 2022) im Département Yonne in der Region Bourgogne-Franche-Comté. Sie gehört zum Arrondissement Avallon und zum Kanton Avallon.

## Geographie
Athie liegt etwa 42 Kilometer südöstlich von Auxerre und etwa acht Kilometer nordöstlich von Avallon. Der Ort ist von Tälern umgeben, deren Quellen kleine Bäche bilden. Der Ruisseau des Rouches, ist ein Nebenfluss des Serein, der Vau de Bouche ein Nebenfluss der Cure. Fast die gesamte Fläche der Gemeinde wird landwirtschaftlich genutzt.
Durch das Gebiet der Gemeinde quert die Autoroute A 6, genannt Autoroute du Soleil, von Paris nach Lyon ohne direkte Zufahrt.
Umgeben wird Athie von den Nachbargemeinden Sainte-Colombe im Norden und Nordwesten, Angely im Norden und Nordosten, Guillon-Terre-Plaine im Osten und Südosten, Sauvigny-le-Bois im Süden und Südwesten sowie Provency im Westen.

## Bevölkerungsentwicklung

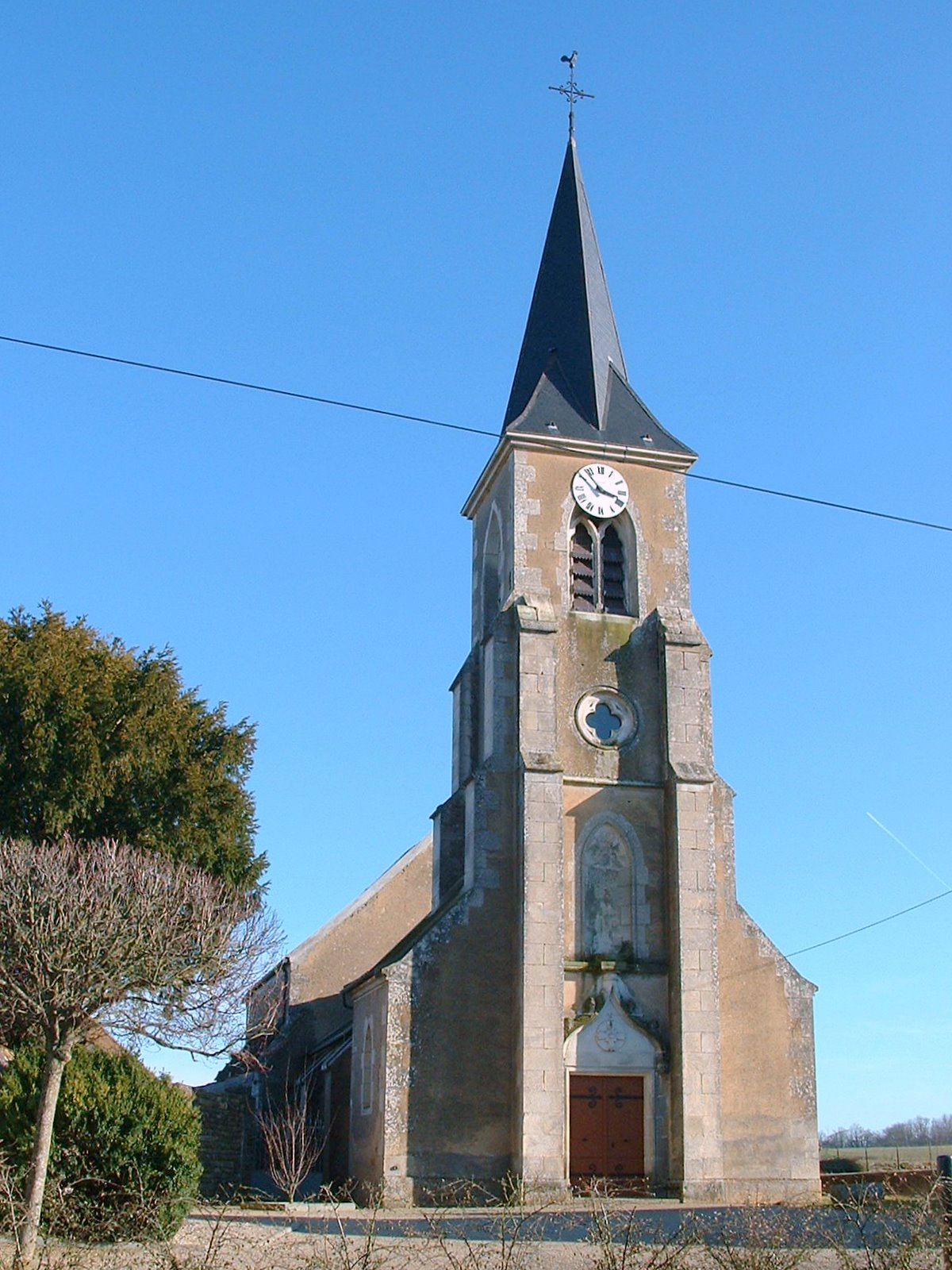
Pfarrkirche Saint-Didier

| Jahr                       | 1962 | 1968 | 1975 | 1982 | 1990 | 1999 | 2006 | 2013 | 2020 |
| Einwohner                  | 138  | 125  | 123  | 126  | 121  | 139  | 149  | 142  | 131  |
| Quellen: Cassini und INSEE |      |      |      |      |      |      |      |      |      |

## Sehenswürdigkeiten
- Die Pfarrkirche Saint-Didier aus dem 15. Jahrhundert birgt zahlreiche Ausstattungsgegenstände, die in der Base Palissy gelistet sind.
- Vier Monumentalkreuze aus dem 17., 18. und dem 19. Jahrhundert